# Djalal Ardjoun Khalil
Djalal Ardjoun Khalil é uma política, professora e pesquisadora chadiana.
Khalil é Ministra da Mulher, Protecção da Infância e Solidariedade Nacional desde 9 de novembro de 2018.

## Carreira
Khalil foi Ministra do Desenvolvimento do Turismo, Cultura e Artesanato de 8 de maio de 2018 a 9 de novembro de 2018.